# Moord op het Maasmeisje
De moord op het Maasmeisje was een geruchtmakende moordzaak in Rotterdam in 2006, waarbij het slachtoffer aanvankelijk niet geïdentificeerd kon worden. Omdat er daardoor geen naam bekend was, werd ze voorlopig 'het Maasmeisje' genoemd, naar de rivier waarin het onbekende meisje gevonden werd: de Nieuwe Maas.

## Ontdekking
In juni en juli 2006 werden in de Nieuwe Maas binnen enkele weken tijd verschillende gesloten tassen gevonden waarin lichaamsdelen bleken te zitten. Door vergelijkend DNA-onderzoek werd vastgesteld dat al deze lichaamsdelen toebehoord hadden aan dezelfde onbekende jonge vrouwelijke persoon.

## Onderzoek en identificatie
Identificatie verliep moeizaam. Er meldden zich geen getuigen; het gebit bleek bij geen enkele tandarts een match op te leveren, en ook kwam haar DNA niet in een databank voor. De politie toonde daarom op 3 oktober 2006 een reconstructie van het hoofd van het meisje in o.a. Opsporing Verzocht en kreeg hierdoor veel tips binnen. De tips betroffen veelal de identiteit van het meisje. Uiteindelijk bleek dat het Maasmeisje de 12-jarige Géssica Gomes was, een Rotterdams meisje van Kaapverdische afkomst. De definitieve identificatie kon worden gemaakt aan de hand van DNA-onderzoek bij verwanten en biologisch sporenonderzoek, uitgevoerd door het Nederlands Forensisch Instituut (NFI).
Géssica was een leerlinge van basisschool "OBS-Pluspunt" in Prinsenland. Het gezin was bekend bij Jeugdzorg.

## Dader
Na verder onderzoek werd António Nascimento Gomes, de vader van Géssica, als verdachte van de moord aangehouden. Hij werd in 2007 door de rechtbank in Rotterdam veroordeeld tot acht jaar celstraf en tbs wegens doodslag op het meisje. Op 11 mei 2009 overleed hij in de gevangenis van Rotterdam. Sectie heeft uitgewezen dat de man een natuurlijke dood is gestorven.